# Флаг Эльзаса
Флаг Эльзаса — флаг региона Эльзас на северо-востоке Франции, граничащий с Германией и Швейцарией.

## Описание
Флаг Эльзаса представляет собой красное полотнище с белой сетевой диагональной перевязью, сопровождаемой с обеих сторон тремя желтыми коронами.
Современный флаг Эльзаса создан на основе гербов Верхнего Эльзаса и Нижнего Эльзаса. Оригинальный флаг Эльзаса, Rot un Wiss, восходит к красно-белому знамени Жерара, герцога Лотарингии в 11 веке.
Белая перевязь, украшенная с обеих сторон белым кружевом, символизирует северную часть региона. Впервые символ встречается в 1262 году на печати графов Верди. С начала перевязь указывала элемент одежды дворян и рыцарей, к которому крепилась оружие.
Шесть золотых корон символизируют бывшие владения Габсбургов в южном Эльзасе. Земли Верхнего Эльзаса относятся к дому Габсбургов с 1130 года. Выбор символов, таких как эти короны, датируется 1418 годом и отражает надежды Габсбургов на королевскую корону, а также популярностью образа библейских волхвов (царей) на Рейнских землях. 1507 года в окружении Максимилиана Австрийского, мужа Марии Бургундской, упомянуто, что шесть корон символизируют шесть частей древнего королевства Бургундии.
Современный флаг заменил флаг 1948 года, соединявший элементы древних гербов.
Флаг в настоящее время используется Европейским сообществом Эльзаса, созданным в январе 2021 года.
Геральдические цвета флага символизируют:
- красный — храбрость, мужество, любовь, а также кровь, пролитую в борьбе;
- жёлтый — знатность, могущество и богатство, а также добродетели: силу, верность, чистоту, справедливость, милосердие и смирение;
- белый — благородство, откровенность, а также чистоту, невинность и правдивость.

Цвета Нижнего Эльзаса символизируют традиционный костюм эльзасцев: красный жилет надетый поверх белой рубашки.

Флаг Нижнего Эльзаса
Флаг Верхнего Эльзаса
Административный флаг Эльзаса (1948-1990)

## История

### Средневековье
Использование сочетания красного и белого цветов приходит из средневековья. В IX веке войско первого герцога Лотарингии, Жерара Эльзасского начало использовать красно-белые флаги.
В средние века гербах городов и эльзасский семей прослеживается тенденцию к повторения сочетание красного и белого цветов («Рот Wiss»)

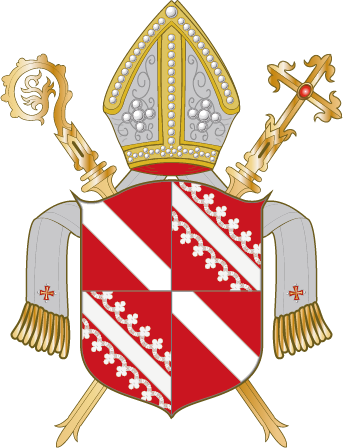
Герб Страсбургского епископства
Герб Страсбурга
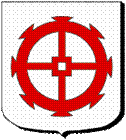
Герб города Мюлуз
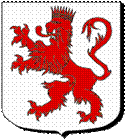
Герб Селесты
Герб Енисайма

Красно-белый герб Страсбургского епископства закрепляет использование в регионе красно-белых красок. Когда Страсбург освобождается от церковной опеки и получает статус свободного города, белый флаг с диагональным перевязью активно используется местным бюргерством. Ежегодно граждане Имперского Вольного города Страсбурга давали свою верность Конституции города, у подножия собора города с использованием красно-белых флагов. Эта церемония продолжалась до Французской революции 1789 года.
В конце XV и начале XVI века красно-белый флаг развевается во время крестьянского восстания «Крестьянский башмак» (Bundschuh).

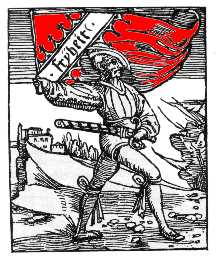

Позже красно-белых флаг используется при различных торжествах, например при визите Карла X в Нижний Эльзас (1828). Тогда эльзасские флаги вместе с французским триколором украшали села, через которые проезжал король.